# Slatina pri Dobjem
Slatina pri Dobjem je naselje v Občini Dobje.